# Crimen de agresión

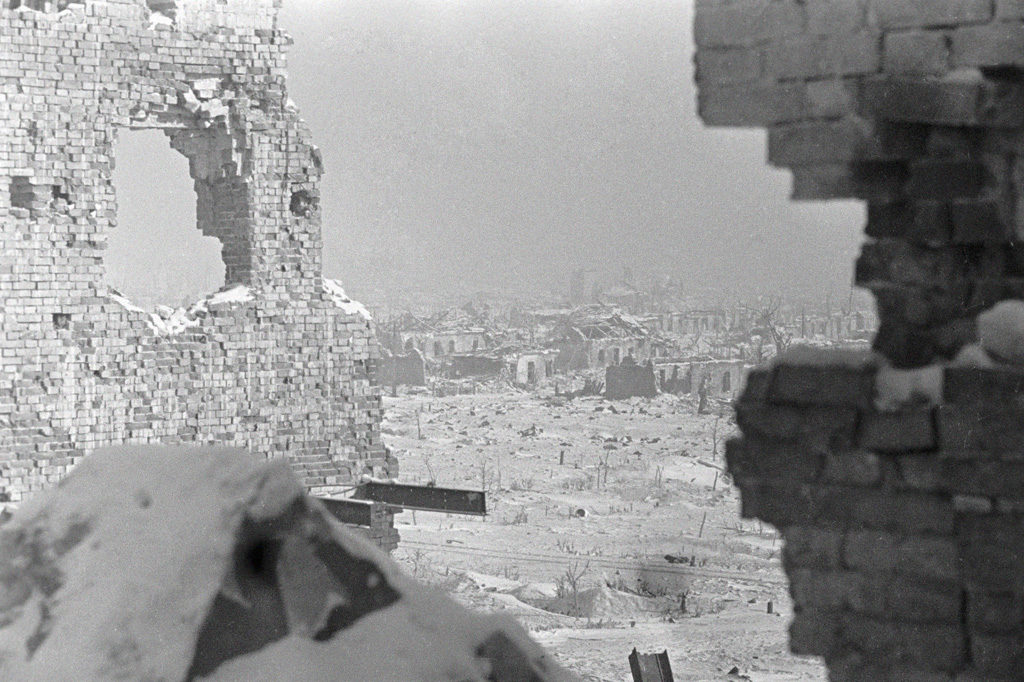
El crimen de agresión fue concebido por el jurista soviético Aron Trainin a raíz de la invasión alemana de la Unión Soviética durante la Segunda Guerra Mundial. En la imagen: Stalingrado en ruinas, diciembre de 1942.

El Estatuto de Roma de la Corte Penal Internacional, establecido en 1998 y en vigor desde el año 2002, tipificó cuatro delitos para la competencia de la Corte. El crimen de genocidio, los crímenes de lesa humanidad y los crímenes de guerra fueron definidos en los artículos 6, 7 y 8, respectivamente, dejando el crimen de agresión como el único tipo penal sin definir.
Esta situación irregular de configurar un tipo penal sin que sea estrictamente definido (lo que en terminología jurídica se denomina "tipo penal abierto") existió entre los años 2002, año en que el Estatuto de Roma entró en vigor, y 2010. El 11 de junio de ese año la Asamblea de Estados miembros de la Corte Penal Internacional aprobó por consenso la Resolución RC/Res.6, la cual define el crimen de agresión y de conformidad con los artículos 121 y 123 del Estatuto de Roma, por lo que se trata de una enmienda al Estatuto, y con ello, aplicable a todos sus miembros.
La Resolución 6 agrega un artículo 8 bis que establece que "una persona comete un “crimen de agresión” cuando, estando en condiciones de controlar o dirigir efectivamente la acción política o militar de un Estado, dicha persona planifica, prepara, inicia o realiza un acto de agresión que por sus características, gravedad y escala constituya una violación manifiesta de la Carta de las Naciones Unidas." 
Así mismo, dice que "por “acto de agresión” se entenderá el uso de la fuerza armada por un Estado contra la soberanía, la integridad territorial o la independencia política de otro Estado, o en cualquier otra forma incompatible con la Carta de las Naciones Unidas. De conformidad con la resolución 3314 (XXIX) de la Asamblea General de las Naciones Unidas, de 14 de diciembre de 1974, cualquiera de los actos siguientes, independientemente de que haya o no declaración de guerra, se caracterizará como acto de agresión:" y enumera una serie de siete clases de actos que constituyen el tipo penal al que nos referimos, entre los que se incluyen: 
- La invasión de un Estado por otro;
- El ataque (por fuera de lo establecido en el Art. 51 de la Carta de la ONU) de fuerzas armadas de un Estado contra otras de otro Estado o contra la población civil de éste;
- Toda ocupación militar que derive de los actos anteriores y que implique el uso de la fuerza;
- El bombardeo;
- El bloqueo de puertos o de costas de un Estado;
- La utilización de las fuerzas armadas de un Estado que ese encuentren en un Estado extranjero con acuerdo de éste pero que exceda las condiciones pactadas entre ambos Estados incluyendo toda prolongación de la presencia en el territorio extranjero de fuerzas militares de un Estado foráneo;
- La disposición de un territorio propio de un Estado para que otro Estado pueda agredir a un tercero;
- O el envío por parte de un Estado de grupos irregulares (generalmente denominados “paramilitares”) o mercenarios que lleven a cabo actos armados contra otro Estado.

La agresión está tipificada como delito en la legislación de algunos países y puede ser perseguida en virtud de la jurisdicción universal. En 1946, el Tribunal Militar Internacional dictaminó que la agresión era "el crimen internacional supremo" porque "contiene en sí misma la maldad acumulada del conjunto". En Nüremberg fue la última vez que se juzgó un crimen de agresión, cuando era denominado "crímenes contra la paz". La opinión más considerada es que la agresión es un crimen contra el Estado que es atacado, pero también puede considerarse un crimen contra los individuos que resultan muertos o dañados como consecuencia de la guerra.

## Derecho consuetudinario
En general, los estudiosos del derecho penal internacional coinciden en que el crimen de agresión forma parte del derecho internacional consuetudinario, pero no hay acuerdo sobre el alcance exacto de la agresión que abarca el derecho consuetudinario. Este umbral es probablemente alto para poder distinguir la agresión criminal de otros actos de agresión. Según Antonio Cassese, la criminalización consuetudinaria de la agresión abarca "la planificación, o la organización, o la preparación, o la participación en el primer uso de la fuerza armada por un Estado contra la integridad territorial y la independencia política de otro Estado en contravención de la Carta de las Naciones Unidas, siempre que los actos de agresión de que se trate tengan consecuencias graves y a gran escala". Gerhard Werle y Florian Jessberger sostienen que las guerras de agresión están tipificadas como delito en el derecho consuetudinario, pero no los actos de agresión que no lleguen a ser una guerra. También hay quienes defienden una concepción más amplia, que incluya otros actos de agresión que tengan consecuencias graves y de gran alcance.
La agresión requiere tanto un mens rea como un actus reus. En cuanto al mens rea, el jurista israelí Yoram Dinstein sostiene que la agresión solo puede ser cometida por unos pocos altos funcionarios del Estado que decidan emprender una guerra agresiva, y por los subordinados que sepan de antemano que sus planes se utilizarán para emprender una guerra agresiva. Otros juristas exigen una intención especial, en forma de pretensión de "lograr ganancias territoriales, u obtener ventajas económicas, o interferir en los asuntos internos" del Estado agredido.